# 89 Julia
Julia (asteroide 89) é um asteroide da cintura principal com um diâmetro de 151,46 quilómetros, a 2,08143778 UA. Possui uma excentricidade de 0,18377079 e um período orbital de 1 487,38 dias (4,07 anos).
Julia tem uma velocidade orbital média de 18,65164303 km/s e uma inclinação de 16,14082938º.
Este asteroide foi descoberto em 6 de Agosto de 1866 por Édouard Stephan. Seu nome vem de Júlia, mártir de Cartago, martirizada na Córsega.